# Basílica Sempronia
La Basílica Sempronia (en latín, Basilica Sempronia) fue una estructura en el Foro Romano durante el período republicano.
Fue una de las cuatro basílicas que formaron el Foro Romano original junto con la basílica Porcia, la basílica Emilia, y la basílica Opimia, y fue la tercera construida, a principios del siglo II a. C.
Aunque hubo excavaciones que han revelado restos de la basílica así como las estructuras que originariamente se alzaron en ese lugar, ninguno de ellos son visibles desde el Foro Romano.

## Ubicación
La basílica está bordeada por un lado por el vicus Tuscus que se une con el Foro Romano. Se encuentra rodeada por el templo de Saturno y el de Cástor y Pólux. Está precedida a lo largo de toda su longitud por las tabernae veteres, las tiendas abiertas sobre la plaza del Foro. La basílica Emilia y las tabernae novae formaban una estructura simétrica al otro lado del Foro.

## Construcción
La excavación de la basílica reveló que lo más probable es que se hubiese construido usando bloques de toba, como era habitual en los edificios de la época. Las zonas más débiles en el edificio pudieron haber sido reforzadas con bloques de travertino, y toda la fachada lo más probable es que estuviera cubierta por estuco para ocultar la albañilería así como para decorarla. El tejado se habría parecido a aquellos de los templos y habría estado realizado con cerchas y travesaños de madera. El exterior del tejado habría estado cubierto de tejas para proteger el tejado de la intemperie y el interior habría tenido casetones para aligerar su peso y con terminación en estuco.

## Historia

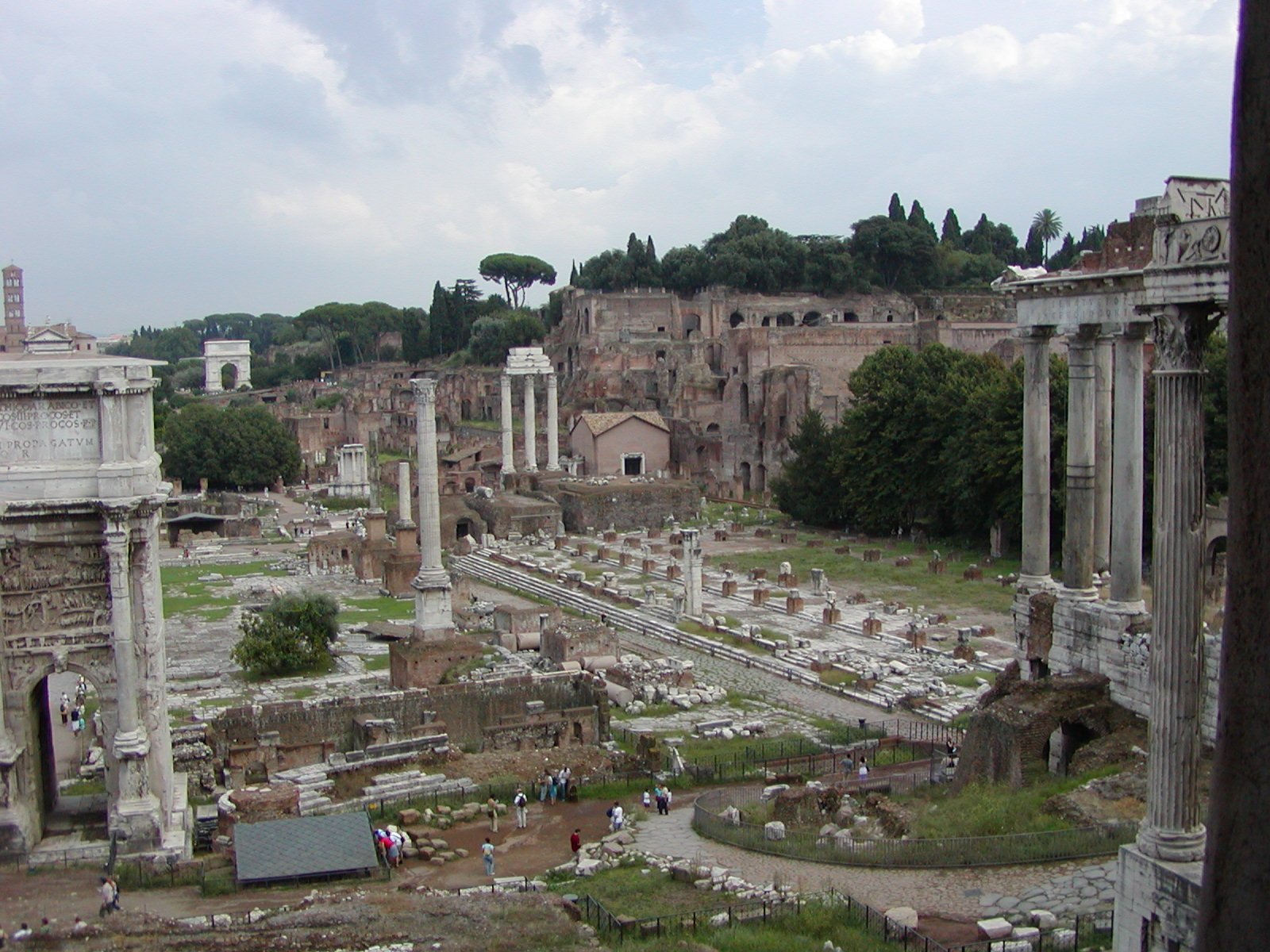
Los restos de la basílica Julia, que se asentaba sobre el lugar en el que se construyó la basílica Sempronia.

La basílica Sempronia fue construida en el año 169 a. C. por Tiberio Sempronio Graco, una figura política romana que fue elegido censor en la época de la creación de la basílica. La basílica se construyó sobre una superficie que en el pasado fue la casa de Escipión el Africano y una variedad de tiendas adyacentes, lo que lleva a la creencia de que la tierra que una vez fue propiedad de Escipión fue heredada por Tiberio en el año 184 a. C. a la muerte de Escipión, pues Tiberio estaba casado con su hija, Cornelia; fueron los padres de los famosos Gracos. Otra hipótesis es que el censor compró este terreno con los fondos asignados por los cuestores para las obras públicas. Los restos de un impluvium de época republicana se recuperaron sobre los cimientos del extremo occidental de la basílica Julia y podrían corresponderse a la casa de Escipión de la que habla Tito Livio.

Los cuestores, en virtud de un senadoconsulto, habían puesto a disposición de los censores, para obra pública, la mitad de los impuestos de cierto año. Tito Sempronio, con la suma que le fue entregada, adquiere para el Estado la casa de Escipión el Africano, situada cerca de la estatua de Vertumno, así como las carnicerías y las tiendas contiguas, e hizo construir una basílica que después fue llamada Sempronia.
Tito Livio (traducción al francés de M. Nisard (dir.), 1864), Historia romana, XLIV, 9-10

En el año 54 a. C., la basílica Sempronia fue demolida por Julio César para construir su basílica Julia. También se dice que fue destruida por un incendio y que la basílica Julia, más vasta, fue edificada sobre sus ruinas en el año 54 a. C., por el edil Lucio Emilio Paulo, hermano del triunviro Marco Emilio Paulo, en nombre de Julio César.